# Лукас Клапфер
Лукас Клапфер (нім. Lukas Klapfer, 25 грудня 1985) — австрійський лижний двоборець, олімпійський медаліст, призер чемпіонатів світу.  
Бронзову олімпійську медаль Клапфер виборов на Іграх 2014 у Сочі в естафеті.

## Зовнішні посилання
- Досьє на сайті FIS [Архівовано 24 лютого 2014 у Wayback Machine.]